# Facundo Arana
Jorge Facundo Arana (* 31. března 1972, Buenos Aires) je argentinský herec. Hraje na saxofon a zpívá, vydal dvě sólová alba.

## Filmografie (výběr)
- Perla Negra (1995)
- Suletos (1996)
- Montana rusa, otra vuelta (1996)
- Zingara (1996)
- Chiquitas III. a IV. (1997-98)
- Divoký anděl (1998–1999)
- Buenos Vecinos (2000)
- Yago, syn džungle (2001)
- 099 Central (2002)
- Padre Coraje (2004)
- Una Familia especial (2005)
- Jsi můj život (2006–2007)
- Vidas robadas (2008)